# 913 (numero)
Novecentotredici (913) è il numero naturale dopo il 912 e prima del 914.

## Proprietà matematiche
- È un numero dispari.
- È un numero composto da 4 divisori: 1, 11, 83 e 913. Poiché la somma dei suoi divisori è 95 < 913, è un numero difettivo.
- È un numero semiprimo.
- È un numero omirpimes.
- È un numero nontotiente in quanto dispari e diverso da 1.
- È un numero di Smith nel sistema numerico decimale.
- È un numero palindromo e un numero ondulante nel sistema posizionale a base 24 (1E1).
- È un numero felice.
- È un numero odioso.
- È un numero intero privo di quadrati.
- È parte delle terne pitagoriche (913, 3384, 3505), (913, 4980, 5063), (913, 37884, 37895), (913, 416784, 415785).

## Astronomia
- 913 Otila è un asteroide della fascia principale del sistema solare.
- NGC 913 è una galassia ellittica della costellazione di Andromeda.

## Astronautica
- Cosmos 913 è un satellite artificiale russo.

## Religione
- È la somma delle singole lettere ebraiche che formano la parola בראשית (bereshit, "in principio"), che è la prima parola della Bibbia.